# لودویگ برنه
لودویگ برنه (آلمانی: Ludwig Börne؛ ۶ مهٔ ۱۷۸۶ – ۱۲ فوریهٔ ۱۸۳۷) یک نویسنده، و شاعر اهل آلمان بود.